# Mohammed Abdalas
Mohammed Abdalas (født 26. oktober 1986) er en marokkansk-dansk forhenværende professionel fodboldspiller, hvis primære position var på den offensive højre midtbane og sekundært som angrebsspiller.

## Spillerkarriere
Mohammed Abdalas' far rejste til Danmark for at arbejde og familien stødte til nogle år senere. Mohammed Abdalas blev således født i Marokko og kom til Danmark som fire-årig. Som lille flyttede Abdalas og familien fra Vesterbro til Urbanplanen på Amager og blev indmeldt på Dyvekeskolen. Abdalas begyndte at spille fodbold på nærliggende boldbaner i Sundby Idrætspark og meldte sig snart ind i Boldklubben Fremad Amager. Abdalas har igennem hele sin ungdom spillet for fodboldklubben, med undtagelse af et enkelt år som drengespiller i naboklubben Boldklubben 1908 og et halvt år som yngling hos B.93.
Abdalas blev udtaget som junior til at spille for det fælles elite-ungdomshold, FS Amager og opnåede efterfølgende spilletid i Ynglinge 2. division inden han startede med at spille på Fremad Amagers andethold, som på det tidspunkt var placeret i Københavnsserien. Mohammed Abdalas var en af de styrende kræfter på både klubbens andethold i Københavnsserien og dens U/21-hold, som han spillede flere kampe for, hvilket med virkning fra den 1. maj 2006 resulterede i en kontraktunderskrivelse med den daværende 1. divisionsklub Fremad Amager. Den højre-fodede midtbanespiller fik sin officielle debut for barndomklubbens 1. seniorhold den 9. august 2006 i forbindelse med en udebanekamp mod Skovshoved IF i 1. runde af DBUs Landspokalturnering, da han i det 70. minut blev skiftet ind i stedet for Dennis Madsen – kampen blev vundet 2-0 af Fremad Amager. Abdalas nåede sidenhen at medvirke i 10 kampe (ingen mål) i hans første sæson for amagerkanerne, der efter 2006/07-sæsonen rykkede ned i den tredje bedste række. Efter 15 førsteholdskampe med seks scoringer til følge i efterårssæsonen 2007 besluttede divisionsklubbens ledelse den 13. marts 2008, et halvt år før den oprindelige kontraktudløb, at underskrive en kontraktforlængelse med den teknisk dygtige fodboldspiller for yderligere to år.
Abdalas indstillede spillerkarrieren i 2018,
da Fremad Amagers nye ejere afviste at forlænge hans kontrakt.
Abdalas spillede i alt 268 kampe for Fremad Amager over to perioder.

## Ekstern kilde/henvisning
- Mohammed Abdalas' spillerprofil på Transfermarkt (engelsk)
- Mohammed Abdalas' trænerprofil på Transfermarkt (engelsk)
- Mohammed Abdalas' profil hos FootballDatabase.eu (engelsk)
- Mohammed Abdalas' spillerprofil på Soccerway (engelsk)
- Mohammed Abdalas' spillerprofil på fca.dk (arkiveret, 2009)